# Ammelne
Ammelne (franska: Ammelne (CR), Ammelne (Commune Rurale), arabiska: أيت وافقا) är en kommun i Marocko.   Den ligger i provinsen Tiznit och regionen Souss-Massa, i den centrala delen av landet, 500 km söder om huvudstaden Rabat. Antalet invånare är 4 242.